# BMW Open 2010
BMW Open 2010 — тенісний турнір, що проходив на ґрунтових кортах у місті Мюнхен, Німеччина з 3 травня. Належав до категорії ATP World Tour 250.

## Фінальна частина

### Одиночний розряд
Михайло Южний —  Марин Чилич 6–3, 4–6, 6–4

### Парний розряд
Олівер Марах /  Сантьяго Вентура Бертомеу —  Ерік Буторак /  Міхаель Кольманн 5–7, 6–3, [16–14]